# Большая Матыра
Большая Матыра — село в Тамбовском районе Тамбовской области России. Входит в Авдеевский сельсовет.

## География
Расположено примерно в 3 км от автотрассы Р119, у речки Матыра, запруженной в черте села.

## Население
| 2002 | 2010 |
| ---- | ---- |
| 180  | ↘132 |

## Инфраструктура
Личное подсобное хозяйство.
Основа экономики — сельское хозяйство.

## Транспорт
Село доступна автотранспортом. Ближайшая остановка общественного транспорта «Иванково» расположена примерно в двух километрах к востоку, у села Иванково.